# Татарская улица (Киев)
Татарская улица — улица в Шевченковском районе города Киева. Пролегает от Глубочицкой улицы до Нагорной улицы. К Татарской улице примыкают улицы Подгорная, Отто Шмидта и Татарский переулок.

## История
Заселение местности началось в середине XIX столетия, когда на Татарку начали перебираться жители Подола, которые страдали от ежегодных ливней, и сначала застройка велась стихийно. В 1860-х годах XIX столетия тут было проложено несколько новых улиц, в частности, Татарская улица, название которой происходит от самой местности — Татарки. Такое название, по рассказам, Татарский и соседним Печенежской и Половецкой улицам дал городской землемер Таиров.
На Татарской улице осталось несколько старинных усадеб 1870—1890-х годов (дома № 32, 32-А) Современная жилая застройка преимущественно относится к 1970 — 1980-м годам XX столетия.

## Выдающиеся личности, связанные с Татарской улицей
В здании № 25 некоторое время находилась мастерская монументального искусства Украинской государственной Академии искусств, руководителем которой был М. Л. Бойчук.

## Транспорт
- Автобусы № 31
- Маршрутные такси № 179

## Почтовый индекс
04107